# András Bethlen

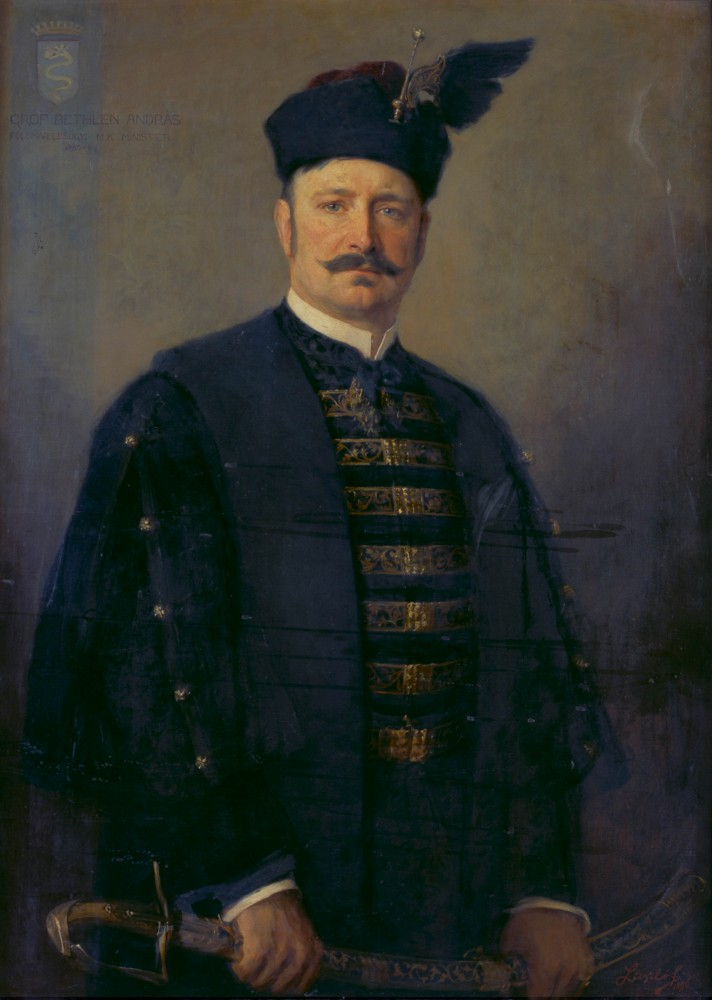
András Bethlen auf einem Gemälde von Philip Alexius de László (1896).

András Graf Bethlen von Bethlen (* 26. Juli 1847 in Kolozsvár; † 25. August 1898 in Bethlen) war ein ungarischer Politiker und Ackerbauminister.

## Leben
Bethlen entstammte einer bedeutenden ungarischen Adelsfamilie aus Siebenbürgen und besuchte das reformierte Gymnasium in Budapest. Danach studierte er Jura in Budapest, Brüssel und Leipzig. 1873 wurde er in den ungarischen Reichstag gewählt und war dort bis 1882 Mitglied des Magnatenhauses. Ab 1882 war er bis 1890 Obergespan des Komitats Brassó und übernahm vorübergehend ab 1888 als Obergespan auch das Komitat Szeben. In seiner Amtszeit entwickelte sich die Industrie in der Stadt und im Komitat Kronstadt besonders gut. Zwischen 1886 und 1889 war er Vermittler zwischen dem König und den Sachsenfürsten der Siebenbürger Sachsen. Ab 1890 war er im Kabinett von Gyula Szapáry Minister für Ackerbau und behielt diese Position auch noch im Kabinett von Sándor Wekerle bis 1894 bei. In seine Amtszeit fallen einige Flussregulierungen, wie beispielsweise der Theiß, und die Stärkung der Landwirtschaft mit Fokus auf die Viehzucht. Bethlen starb auf seinem Familiengut in Bethlen (heute Beclean, Rumänien).